# Ásia Oriental
Leste da Ásia

| Área                   | 11 839 074 km²                                                                               |
| População              | 1 687 821 062                                                                                |
| Densidade              | 145 hab km²                                                                                  |
| Países e Territórios   | Países China Coreia do Sul Coreia do Norte Japão Mongólia Taiwan Territórios Hong Kong Macau |
| Línguas mais faladas   | Chinês, Coreano, Japonês, e muitos outros                                                    |
| Capitais               | Taipei Seul Tóquio Pequim Pyongyang Ulan Bator                                               |
| Outras maiores cidades | Xangai · Osaka · Busan · Hong Kong · Macau · Kaohsiung                                       |
| Economia PIB (PPC)     | US$14,723 trilhões                                                                           |

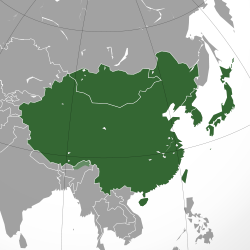
Leste asiático.

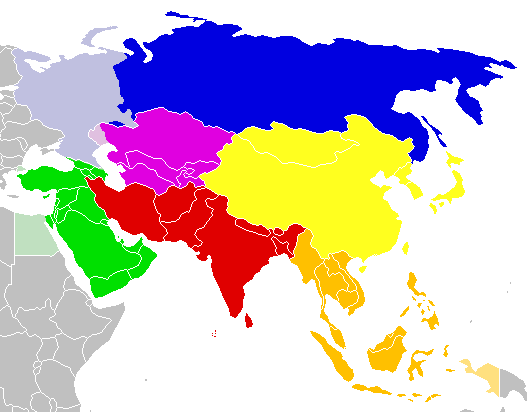
Subregiões da Ásia em regiões, conforme critério das Nações Unidas:
Ásia Setentrional
Rússia no Leste Europeu
Ásia Central
Oriente Médio
territórios situados geograficamente, total ou parcialmente no Leste Europeu, na Europa Meridional, ou no Norte da África
Ásia Meridional
Ásia Oriental
Sudeste asiático

Ásia Oriental (também chamada Ásia do Leste, Leste da Ásia ou ainda Leste Asiático) é uma sub-região da Ásia, essencialmente coincidente com o Extremo Oriente e definida pelas Nações Unidas como correspondente ao território geográfico e cultural do mesmo. A Ásia Oriental abrange uma área de aproximadamente 12 000 000 km² e ocupa cerca de 32% do continente asiático. Com mais de 1,687 bilhões de habitantes em 2022, cerca de 40% dos asiáticos (um quinto da população mundial) vivem no Leste da Ásia, o que faz desta região um dos locais mais populosos do mundo. 
A densidade populacional do lugar é de 131 habitantes por km², ou seja, cerca de 3 vezes a média mundial (de 45 habitantes/km²). A densidade populacional é somente menor comparado ao Sul da Ásia. Muitos países da Ásia Oriental usaram os caracteres chineses em algum momento da sua história por isso a melhor forma de chamar sua etnia é de neoriental. As principais religiões são o Budismo (principalmente Mahayana), Confucionismo, Neoconfucionismo e Taoismo na China e o Xintoísmo no Japão.

## Dados dos países eRegiões Administrativas Especiais

### Área
1. China - 9 597 000 km²
2. Mongólia - 1 564 116 km²
3. Japão - 377 944 km²
4. Coreia do Norte - 120 540 km²
5. Coreia do Sul - 100 140 km²
6. Taiwan - 36 191 km²
7. Hong Kong - 1 104 km²
8. Macau - 29 km²

### População no período 2011-2012
1. China - 1 347 350 000 hab.
2. Japão - 127 520 000 hab.
3. Coreia do Sul - 50 004 441 hab.
4. Coreia do Norte - 24 554 000 hab.
5. Taiwan - 23 268 372 hab.
6. Hong Kong - 7 103 700 hab.
7. Mongólia - 2 736 800 hab.
8. Macau - 568 700 hab.

### PIB (Paridade do Poder de Compra) em 2011
1. China - US$ 11 299 987 trilhões
2. Japão - US$ 4 444 139 trilhões
3. Coreia do Sul - US$ 1 554 124 trilhões
4. Taiwan - US$ 875 941 bilhões
5. Hong Kong - US$ 351 413 bilhões
6. Coreia do Norte - US$ 40 000 bilhões
7. Macau - US$ 23 582 bilhões
8. Mongólia - US$ 13 264 bilhões

### PIB (Paridade do Poder de Compra) per capita em 2011
1. Macau - US$ 77 607,00
2. Hong Kong - US$ 49 137,47
3. Taiwan - US$ 37 719,62
4. Japão - US$ 34 739,66
5. Coreia do Sul - US$ 31 713,67
6. China - US$ 8 382,01
7. Mongólia - US$ 4 743,75
8. Coreia do Norte - US$ 1 800,00

### IDH em 2011
1. Japão - 0,901
2. Hong Kong - 0,898
3. Coreia do Sul - 0,897
4. Taiwan - 0,868
5. China - 0,687
6. Mongólia - 0,653